# Attività letteraria di Winston Churchill

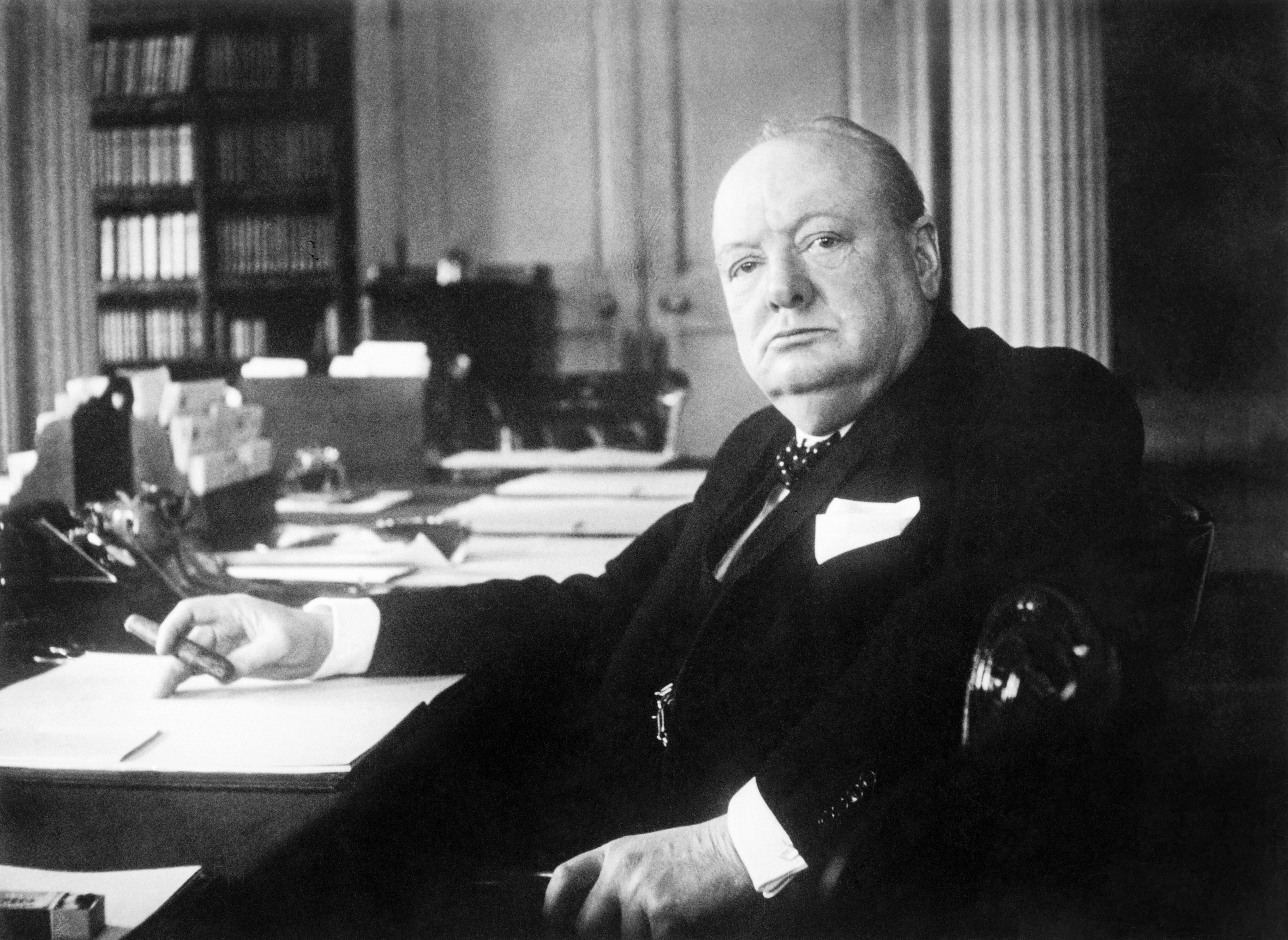
Churchill alla sua scrivania nel 1940

Winston Churchill, oltre alla sua carriera di soldato e politico, fu uno scrittore estremamente prolifico sotto il nome di "Winston S. Churchill". Dopo essere stato assegnato al IV Reggimento Ussari nel 1895, Churchill ottenne il permesso di partecipare come corrispondente alla Guerra d'indipendenza di Cuba, e inviò rapporti sul conflitto al Daily Graphic. Proseguì la sua attività giornalistica come corrispondente di guerra nell'India britannica, alla Campagna di Malakand, poi in Sudan durante la guerra mahdista e nell'Africa meridionale durante la Seconda guerra boera.
La produzione letteraria di Churchill include anche un romanzo e un racconto breve, ma la sua produzione principale è costituita dalla saggistica storica. Dopo essere stato eletto deputato, oltre 130 dei suoi discorsi e interventi parlamentari sono stati pubblicati anche in opuscoli; molti sono stati successivamente pubblicati in raccolte. Churchill ricevette il Premio Nobel per la letteratura nel 1953 "per la sua padronanza della descrizione storica e biografica e per la brillante oratoria in difesa dei valori umani".

## Carriera letteraria

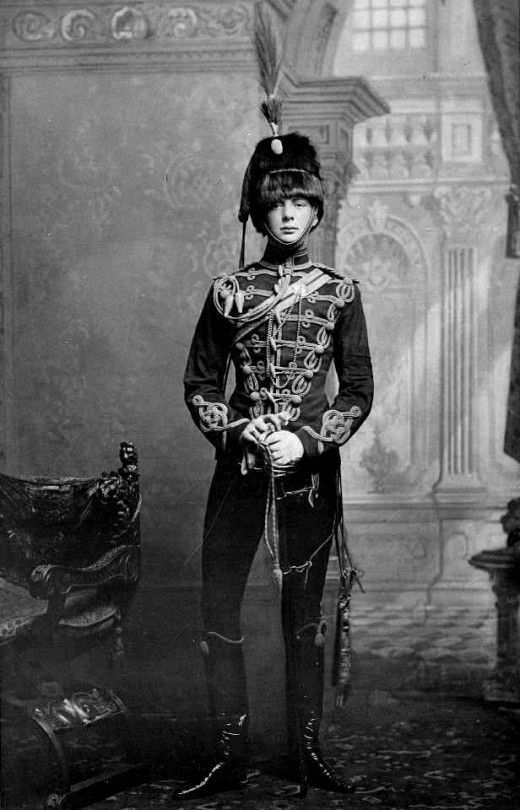
Churchill a 21 anni in uniforme di Cornetta del IV reggimento ussari (1895)

Nel 1895 Winston Churchill fu nominato cornetta (sottotenente) nel IV Ussari della Regina. La sua paga annuale era di 300 sterline, e calcolò che aveva bisogno di ulteriori 500 sterline per sostenere uno stile di vita uguale a quello degli altri ufficiali del reggimento. Per guadagnare i soldi necessari, ottenne, d'accordo con il suo colonnello, di poter osservare la guerra d'indipendenza di Cuba; sua madre, Lady Randolph Churchill, usò la sua influenza per ottenere per il figlio un contratto per l'invio di corrispondenze di guerra al giornale Daily Graphic. Successivamente Churchill fu reinviato al suo reggimento, di stanza nell'India britannica, dove prese parte e scrisse resoconti sull'assedio di Malakand; i rapporti furono pubblicati su The Pioneer e sul Daily Telegraph. I resoconti formarono la base del suo primo libro, The Story of the Malakand field force, che fu pubblicato nel 1898. Per rilassarsi scrisse anche il suo unico romanzo, Savrola, pubblicato nello stesso anno. Sempre nel 1898 fu trasferito in Sudan per prendere parte alla Guerra mahdista (1881-99), dove partecipò alla Battaglia di Omdurman nel settembre del 1898. Pubblicò i suoi ricordi in The River War (1899).
Nel 1899 Churchill si dimise dal suo reggimento e viaggiò in Sudafrica come corrispondente per il Morning Post, con uno stipendio di 250 sterline al mese più tutte le spese, per trasmettere corrispondenze sulla Seconda guerra boera. Fu catturato dal Boeri nel novembre di quell'anno, ma riuscì a fuggire. Rimase nel Paese e continuò a inviare i suoi rapporti al giornale. Successivamente pubblicò i suoi dispacci in due opere, London to Ladysmith via Pretoria e Ian Hamilton's March (entrambe del 1900). Tornò in Gran Bretagna nel 1900 e fu eletto deputato per il collegio elettorale di Oldham alle elezioni politiche di quell'anno.

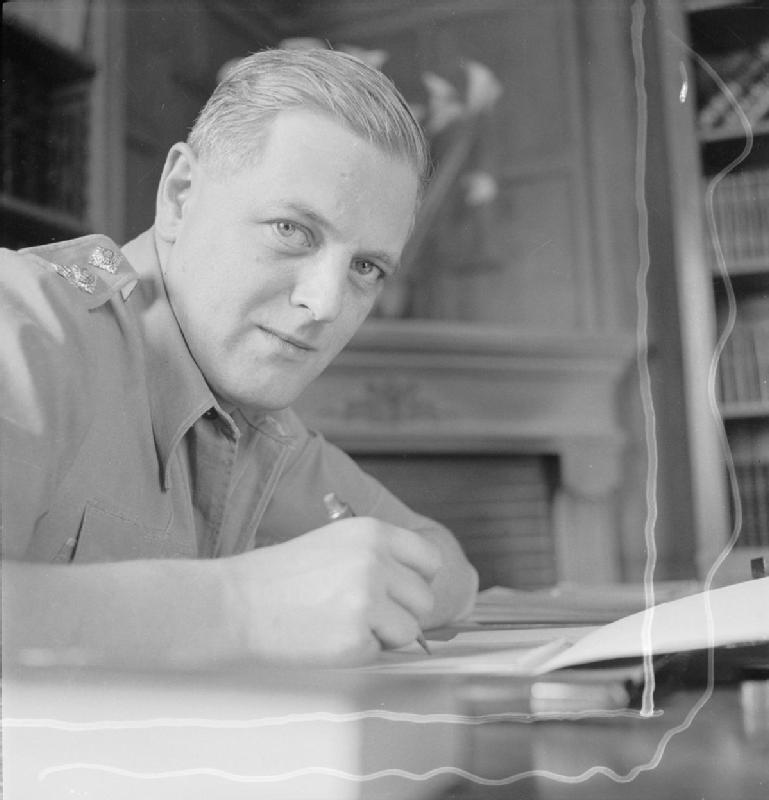
Randolph Churchill, figlio di Winston, pubblicò le raccolte dei discorsi del padre. Qui è ritratto da Cecil Beaton durante la seconda guerra mondiale

Come deputato in servizio iniziò a pubblicare opuscoli contenenti i suoi discorsi e interventi parlamentari. A partire da "Winston Churchill sulla legge sull'istruzione" (Winston Churchill on the Education Bill) (1902), oltre 135 di queste raccolte furono pubblicate nel corso della sua carriera. Molti di queste raccolte furono successivamente pubblicate in volumi, alcuni dei quali sono stati curati da suo figlio Randolph e altri da Charles Eade, editore del Sunday Dispatch. In aggiunta all'attività parlamentare, Churchill scrisse una biografia in due volumi di suo padre, Lord Randolph Churchill, pubblicata nel 1906, in cui "presentava suo padre come un Tory con simpatie sempre radicali", secondo lo storico Paul Addison.
Nelle elezioni generali del 1923 Churchill perse il suo seggio parlamentare e si trasferì nel sud della Francia, dove scrisse The World Crisis, che raccoglieva in sei volumi le sue memorie sulla prima guerra mondiale, pubblicata tra il 1923 e il 1931. Il libro fu ben accolto, anche se l'ex primo ministro Arthur Balfour commentò ironicamente "Winston ha scritto una monumentale opera su se stesso e l'ha intitolata "Crisi mondiale"". Alle elezioni generali del 1924 Churchill tornò ai Comuni. Nel 1930 scrisse la sua prima autobiografia, My Early Life, dopo di che iniziò le sue ricerche per Marlborough: His Life and Times (1933-38), una biografia in quattro volumi del suo antenato, John Churchill, I duca di Marlborough. Prima che il volume finale fosse pubblicato, Churchill scrisse una serie di profili biografici per i giornali di personaggi pubblici e statisti contemporanei, che furono successivamente raccolti insieme e pubblicati con il titolo Great Contemporaries (1937).
Nel maggio 1940, otto mesi dopo lo scoppio della seconda guerra mondiale, Churchill divenne Primo Ministro. Durante il suo mandato non proseguì la sua attività di scrittore e saggista, sebbene fossero pubblicate diverse raccolte di suoi discorsi. Alla fine della guerra fu rieletto parlamentare nel 1945, nonostante la sconfitta dei conservatori; tornò a scrivere e, con un gruppo di ricerca diretto dallo storico William Deakin, produsse un'opera in sei volumi, La seconda guerra mondiale (1948-53). I libri divennero un best seller sia nel Regno Unito che negli Stati Uniti. Churchill ricoprì nuovamente l'incarico di primo ministro tra l'ottobre del 1951 e l'aprile del 1955, prima di dare le dimissioni; continuò a servire come deputato fino al 1964. Il suo ultimo lavoro principale fu l'opera in quattro volumi A History of the English-Speaking Peoples (1956-58). Nel 1953 Churchill fu insignito del Premio Nobel per la letteratura "per la sua padronanza della descrizione storica e biografica e per la brillante oratoria in difesa dei valori umani". Churchill fu quasi sempre ben pagato come autore e, per la maggior parte della sua vita, scrivere fu la sua principale fonte di reddito. Produsse un'enorme quantità di manoscritti; il giornalista e storico Paul Johnson stima che Churchill abbia scritto da otto a dieci milioni di parole in più di quaranta libri, migliaia di articoli di giornali e riviste, e almeno due sceneggiature di film.

### Omonimo romanziere americano
Nel 1899 Churchill venne a conoscenza del romanziere americano con lo stesso nome. Scrisse al suo omonimo statunitense e si offrì di firmare le sue opere "Winston Spencer Churchill", aggiungendo per intero il suo doppio cognome nobiliare, Spencer-Churchill, che in genere non usava, per distinguersi dal suo omonimo. Da questo momento in avanti, Churchill apparve in veste di scrittore come "Winston S. Churchill". I due uomini si incontrarono a Boston l'anno seguente.

## Saggistica storica

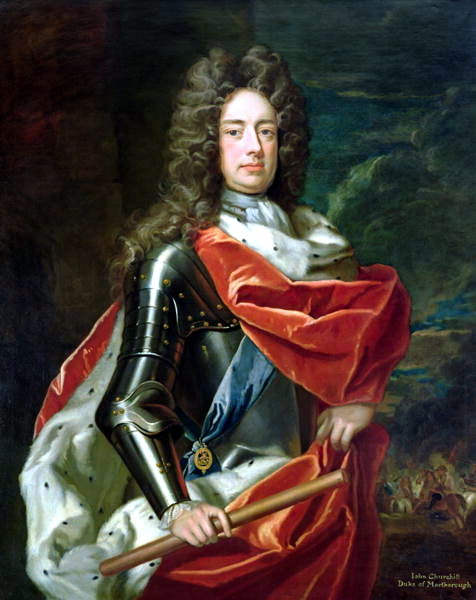
John Churchill, I duca di Marlborough, avo di Winston

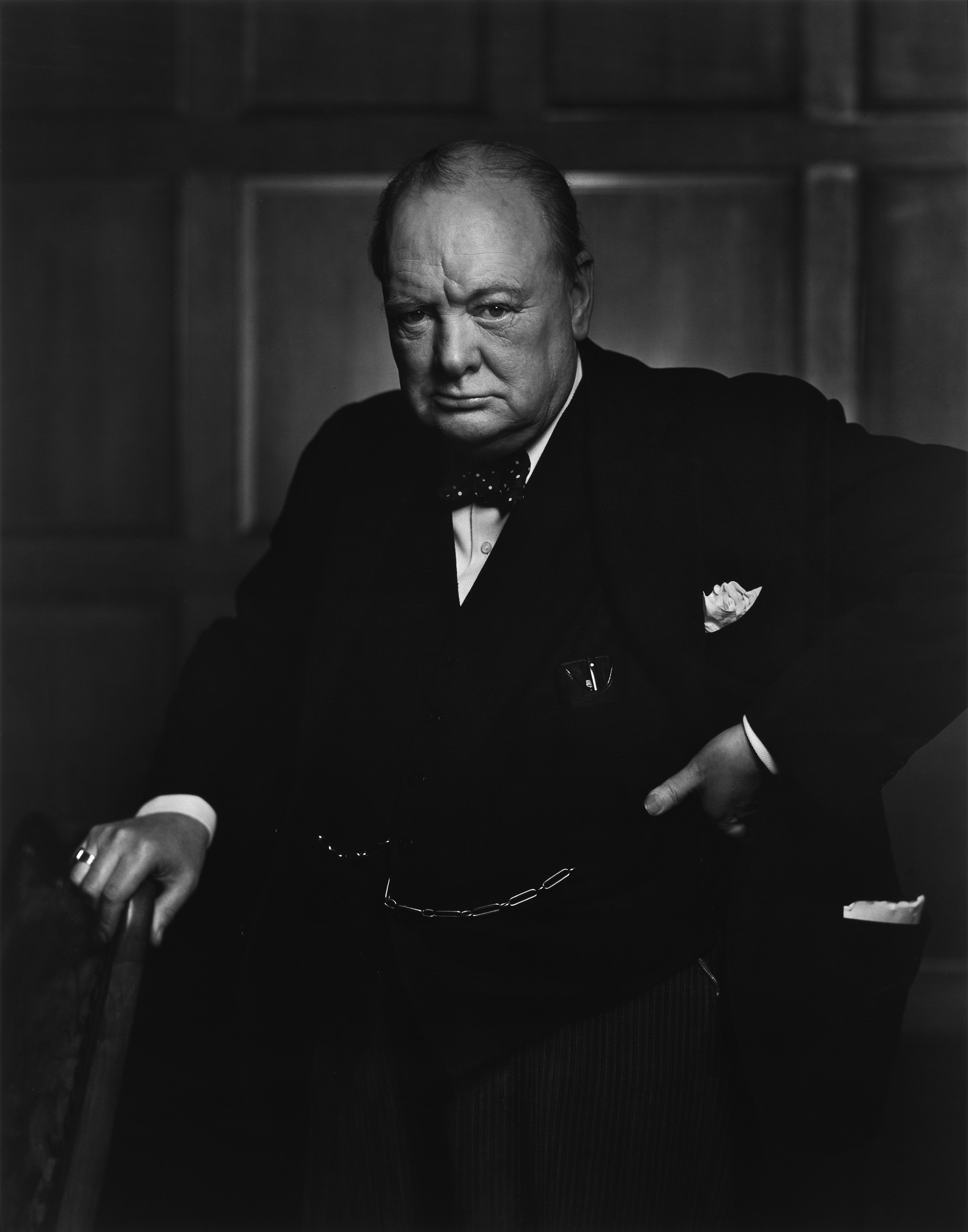
Churchill in Canada nel 1941

| Titolo                                    | Anno di pubblicazione | Editore                      | Note |
| ----------------------------------------- | --------------------- | ---------------------------- | --- |
| The Story of the Malakand Field Force     | 1898                  | Longman, London              | |
| The River War                             | 1899                  | Longman, London              | Edito da Francis Rhodes; due volumi; ripubblicato nel 1901 come opera unica |
| London to Ladysmith via Pretoria          | 1900                  | Longman, London & New York   | |
| Ian Hamilton's March                      | 1900                  | Longman, London & New York   | |
| Lord Randolph Churchill                   | 1906                  | Macmillan Publishers, London | Due volumi |
| My African Journey                        | 1908                  | Hodder & Stoughton, London   | |
| The World Crisis                          | 1923-31               | Butterworth, London          | Sei volumi; abbreviato e ripubblicato in volume unico nel 1931 1 1911–1914 (1923) 2 1915 (1923) 3 1916–1918 (Part 1) (1927) 4 1916–1918 (Part 2) (1927) 5 The Aftermath (1929) 6 The Eastern Front (1931) |
| My Early Life                             | 1930                  | Butterworth, London          | Pubblicato negli Stati Uniti con il titolo A Roving Commission: My Early Life |
| Thoughts and Adventures                   | 1932                  | Butterworth, London          | Pubblicato negli Stati Uniti con il titolo Amid These Storms |
| Marlborough: His Life and Times           | 1933-38               | Butterworth, London          | Quattro volumi |
| Great Contemporaries                      | 1937                  | Butterworth, London          | Rivisto e pubblicato in edizione ampliata nel 1938 |
| The Second World War                      | 1948-53               | Cassell, London              | Sei volumi: 1 The Gathering Storm (1948) 2 Their Finest Hour (1949) 3 The Grand Alliance (1950) 4 The Hinge of Fate (1950) 5 Closing the Ring (1951) 6 Triumph and Tragedy (1953)                         |
| Painting as a Pastime                     | 1948                  | Odhams Press, London         | |
| A History of the English-Speaking Peoples | 1956-58               | Cassell, London              | Quattro volumi: 1 The Birth of Britain (1956) 2 The New World (1956) 3 The Age of Revolution (1957) 4 The Great Democracies (1958)                                                                        |

## Opere di finzione

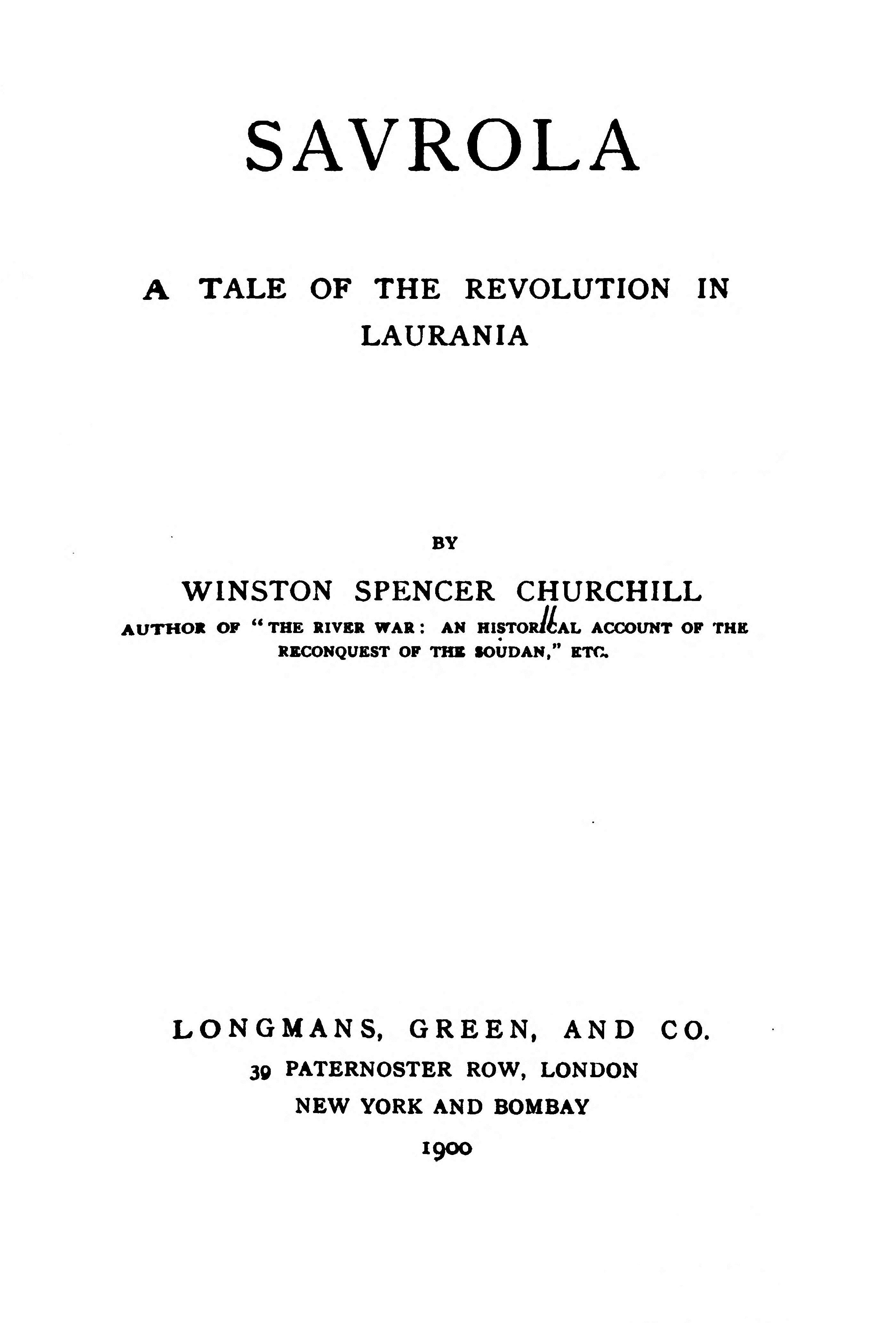
Frontespizio di Savrola (1900)

| Titolo    | Anno di pubblicazione | Editore           | Note                                                                             |
| --------- | --------------------- | ----------------- | -------------------------------------------------------------------------------- |
| Savrola   | 1900                  | Longman, London   | Romanzo; apparso per la prima volta a puntate sul Macmillan's Magazine 1898–1900 |
| The Dream | 1947                  | Longman, New York | Racconto breve                                                                   |

## Raccolte di discorsi

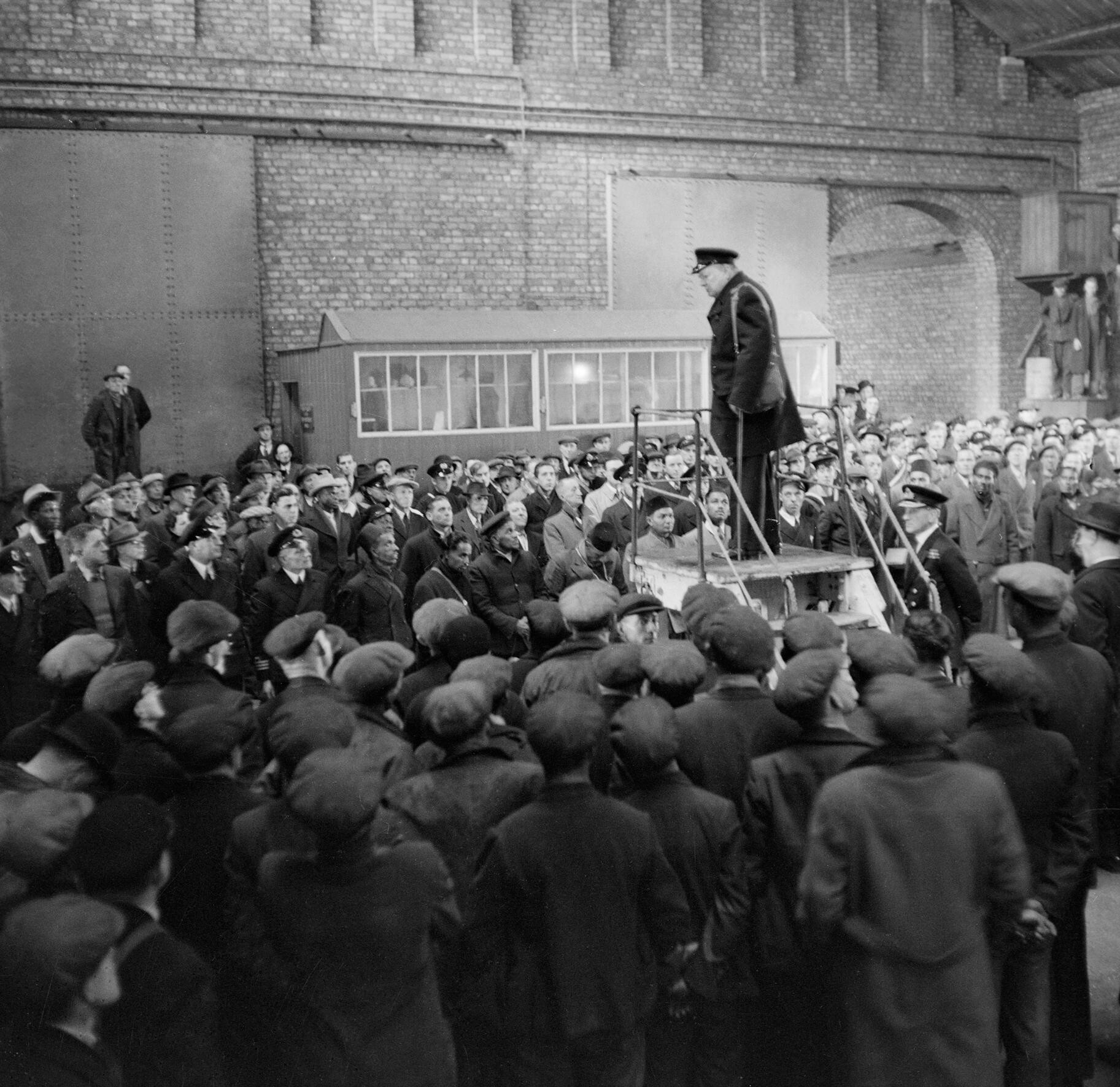
Churchill arringa i marinai e gli operai portuali di Liverpool nel 1941

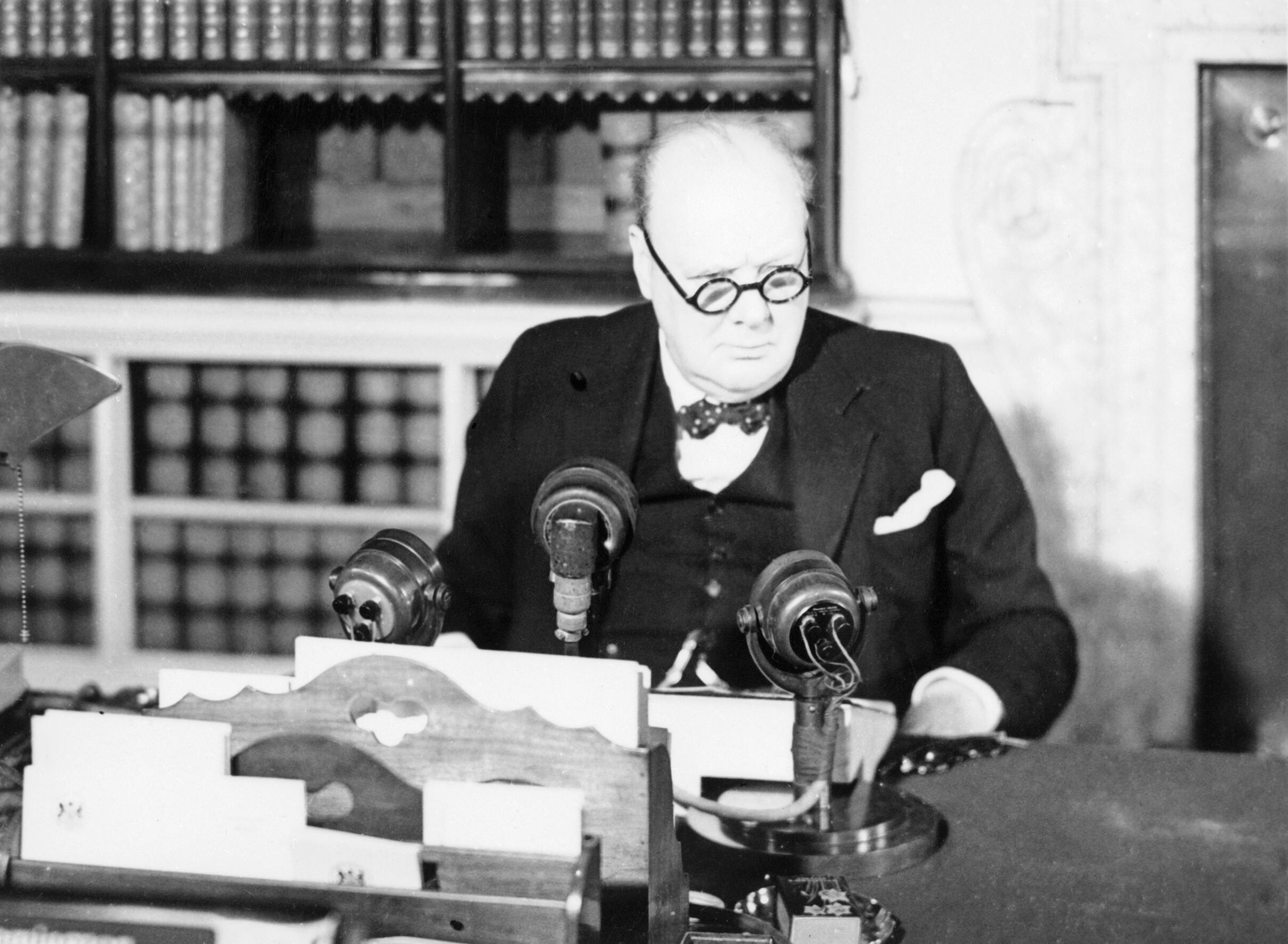
Churchill annuncia alla BBC la vittoria alleata in Europa, 8 maggio 1945

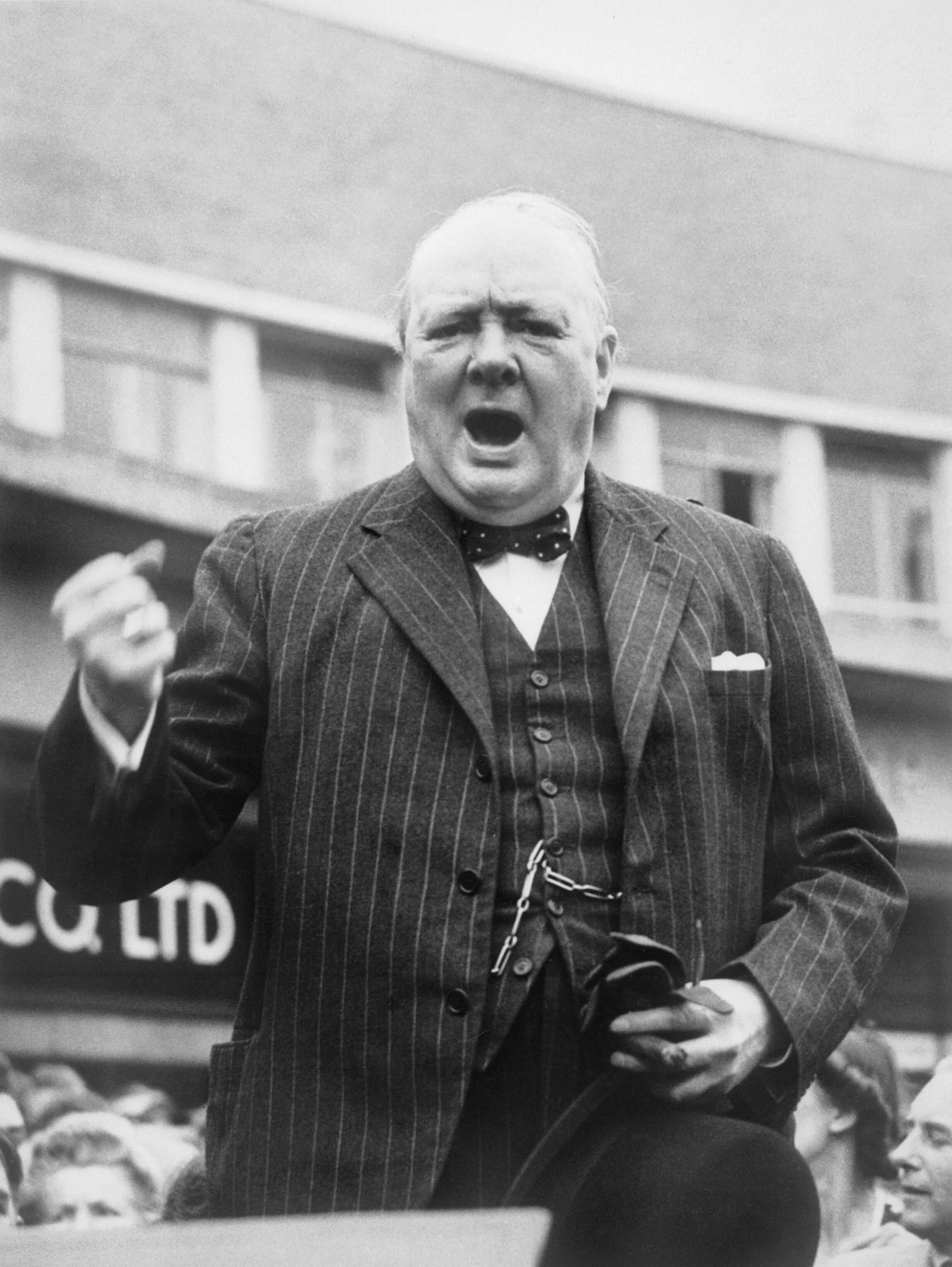
Churchill tiene un comizio durante le elezioni generali del 1945

Esistono circa 135 pubblicazioni di singoli discorsi di Churchill, tra cui Mr. Churchill and the Education Bill (1902), The Fiscal Puzzle: both Sides explained by Leading Men (1903), Why I am a Free Trader (1905) e Prisons and Prisoners (1910). Le seguenti sono raccolte di interventi dello statista.
| Titolo                                            | Anno di pubblicazione | Editore                                | Note |
| ------------------------------------------------- | --------------------- | -------------------------------------- | --- |
| Mr Broderick's Army                               | 1903                  | Humphreys, London                      | |
| For Free Trade                                    | 1906                  | Humphreys, London                      | |
| Liberalism and the Social Problem                 | 1909                  | Hodder & Stoughton, London             | |
| The People's Rights                               | 1910                  | Hodder & Stoughton, London             | |
| Parliamentary Government and the Economic Problem | 1930                  | The Clarendon Press, Oxford            | |
| India: Speeches and an Introduction               | 1931                  | Butterworth, London                    | |
| Arms and the Covenant                             | 1938                  | George G. Harrap and Co., London       | Edito da Randolph Churchill; pubblicato negli Stati Uniti con il titolo While England Slept                    |
| Step by Step: 1936–1939                           | 1939                  | Butterworth, London                    | Edito da Randolph Churchill                                                                                    |
| Addresses Delivered                               | 1940                  | Ransohoffs, San Francisco              | |
| Into Battle                                       | 1941                  | Butterworth, London                    | Edito da Randolph Churchill; pubblicato negli Stati Uniti con il titolo Blood, Sweat and Tears                 |
| Broadcast Addresses                               | 1941                  | Ransohoffs, San Francisco              | |
| The Unrelenting Struggle                          | 1942                  | Cassell, London                        | Edito da Charles Eade                                                                                          |
| The End of the Beginning                          | 1943                  | Cassell, London                        | Edito da Charles Eade                                                                                          |
| Winston Churchill, Prime Minister                 | 1943                  | British Information Services, New York | |
| Onwards to Victory                                | 1944                  | Cassell, London                        | Edito da Charles Eade                                                                                          |
| The Dawn of Liberation                            | 1945                  | Cassell, London                        | Edito da Charles Eade                                                                                          |
| Victory                                           | 1946                  | Cassell, London                        | Edito da Charles Eade                                                                                          |
| Secret Sessions Speeches                          | 1946                  | Cassell, London                        | Edito da Charles Eade; pubblicato negli Stati Uniti con il titolo Winston Churchill's Secret Sessions Speeches |
| War Speeches                                      | 1946                  | Cassell, London                        | Edito da F B Czarnomskí                                                                                        |
| World Spotlight Turns on Westminster              | 1946                  | Westminster College, Fulton, MO        | |
| The Sinews of Peace                               | 1948                  | Cassell, London                        | Edito da Randolph Churchill                                                                                    |
| Europe Unite: Speeches 1947 and 1948              | 1950                  | Cassell, London                        | Edito da Randolph Churchill                                                                                    |
| In the Balance: Speeches 1949 and 1950            | 1951                  | Cassell, London                        | Edito da Randolph Churchill                                                                                    |
| The War Speeches                                  | 1952                  | Cassell, London                        | Edito da Charles Eade                                                                                          |
| Stemming the Tide: Speeches 1951 and 1952         | 1953                  | Cassell, London                        | Edito da Randolph Churchill                                                                                    |
| The Wisdom of Sir Winston Churchill               | 1956                  | Allen & Unwin, London                  | Edito da Randolph Churchill                                                                                    |
| The Unwritten Alliance: Speeches 1953 and 1959    | 1961                  | Cassell, London                        | |
| Winston S. Churchill: His Complete Speeches       | 1974                  | Chelsea House, New York                | Edito da Robert Rhodes James                                                                                   |

## Miscellanea

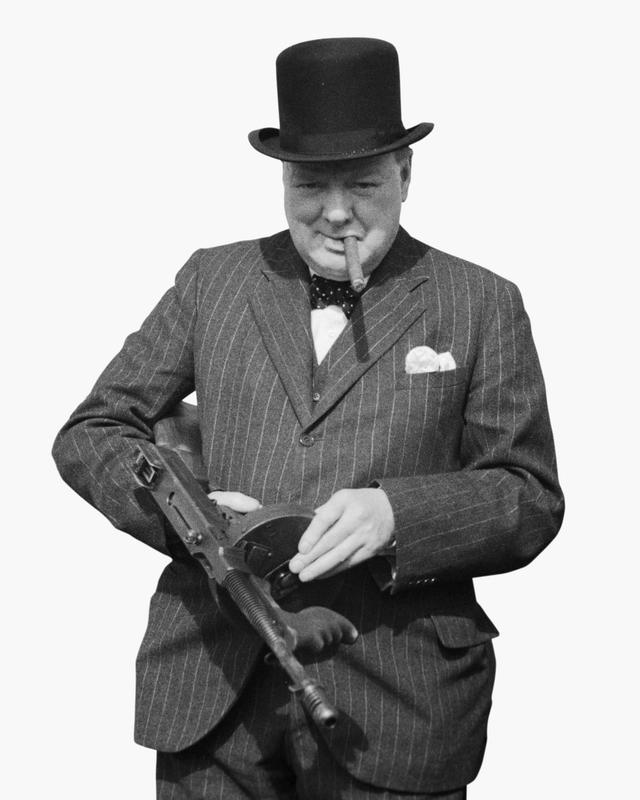
Churchill con un mitra Tommy gun nel 1940

| Titolo | Anno di pubblicazione | Editore                                         | Note                                                                                         |
| --- | --------------------- | ----------------------------------------------- | -------------------------------------------------------------------------------------------- |
| Charles, IXth Duke of Marlborough, KG Tributes by Rt Hon W Spencer-Churchill and C C Martindale               | 1934                  | Burns, Oates & Co, London                       | Con C C Martindale; ristampato da The Times                                                  |
| Maxims and Reflections                                                                                        | 1948                  | Eyre & Spottiswoode, London                     | Raccolta; rivisto e pubblicato nel 1954 con il titolo Sir Winston Churchill: A Self-Portrait |
| The Eagle Book of Adventure Stories                                                                           | 1950                  | Hulton Press, London                            | Con altri                                                                                    |
| King George VI: The Prime Minister's Broadcast, February 7, 1952                                              | 1952                  | A J St Onge, Worcester, MA                      |                                                                                              |
| Winston Churchill's Anti-Depression Proposal to Halt Inflation, Stabilize Prosperity, and Insure Full Freedom | 1958                  | Public Revenue Education Council, St. Louis, MO |                                                                                              |
| Churchill: His Paintings                                                                                      | 1967                  | Hamish Hamilton, London                         | Compilato da David Coombs e Minnie Churchill (in seguito Mary Soames)                        |
| The Roar of the Lion                                                                                          | 1969                  | Allan Wingate, London                           |                                                                                              |
| Joan of Arc                                                                                                   | 1969                  | Dodd, Mead and Company, New York                |                                                                                              |
| Winston Churchill on America and Britain: A Selection of His Thoughts on America and Britain                  | 1970                  | Walker                                          | Supervisionato da Lady Churchill                                                             |
| If It Had Happened Otherwise                                                                                  | 1972                  | Sidgwick and Jackson, London                    | Con altri                                                                                    |
| Young Winston's Wars: The Original Dispatches of Winston S. Churchill, War Correspondent, 1897–1900           | 1972                  | Sphere Books, London                            |                                                                                              |
| Great Issues 71: A Forum on Important Questions Facing the American Public                                    | 1972                  | Troy State University, Troy, AL                 | Con John Glubb                                                                               |
| If I Live My Life Again                                                                                       | 1974                  | W H Allen, London                               |                                                                                              |
| The Collected Poems of Sir Winston Churchill                                                                  | 1981                  | Sun & Moon Press, College Park, MD              | Raccolto ed edito da F. John Herbert                                                         |
| Churchill and Roosevelt: The Complete Correspondence                                                          | 1984                  | Princeton University Press, Princeton, NJ       | Edito e commentato da Warren F. Kimball                                                      |
| Memories and Adventures                                                                                       | 1989                  | Weidenfeld & Nicolson, London                   |                                                                                              |
| Winston Churchill and Emery Reves: Correspondence, 1937–1964                                                  | 1997                  | University of Texas Press, Austin, TX           |                                                                                              |
| Speaking for Themselves: The Personal Letters of Winston and Clementine Churchill                             | 1998                  | Doubleday, London                               | Edito da Mary Soames                                                                         |

## Opere tradotte e pubblicate in Italia
- Memorie di Guerra, trad. I. Balcinelli, Edizioni Alpes, Milano, 1929
- La Crisi Mondiale (titolo originale: The World Crisis), trad. a cura dell'Ufficio del Capo di Stato Maggiore della Marina (Ufficio Storico) del capitano di fregata Carlo E. Giartosio, Società Anonima Poligrafica Italiana, 5 voll.: vol.I 1911-1914, 1929; vol.II 1915, 1930; vol. III parte I: 1916-1918, 1930; vol.III parte II: 1916-1918, 1931; vol.IV: Il Dopoguerra, 1931; col titolo Crisi Mondiale e Grande Guerra 1911-1922, 4 voll., Il Saggiatore, Milano, 1968
- Memorie (1874-1903), Treves, Milano, 1935; Garzanti, Milano, 1946
- I discorsi segreti di Churchill, Editori Riuniti, 1946
- Passo a Passo (lettere sulla politica estera e la difesa scritte dal maggio 1936 al maggio 1939), Collezione Le Scie, Mondadori, Milano, I ed. maggio 1947
- In Guerra: Discorsi pubblici e segreti, 2 voll.: Volume I 1938-1942, Volume II: 1943-1945, Rizzoli, Milano-Roma, I ed. 1948
- La Seconda Guerra Mondiale: parte I: L'addensarsi della tempesta: volume I: Da Guerra a Guerra (1919-1939), trad. Olga Ceretti Borsini, Mondadori, Milano, I ed. luglio 1948
- La Seconda Guerra Mondiale: parte I: L'addensarsi della tempesta, volume II: Guerra in sordina (3 settembre 1939 - 10 maggio 1940), trad. Olga Ceretti Borsini, Mondadori, Milano, I ed. 1948
- La Seconda Guerra Mondiale: parte II: La loro ora più bella, volume I: Il crollo della Francia, trad. Giorgio Monicelli, Mondadori, Milano, I ed. marzo 1949
- La Seconda Guerra Mondiale: parte II: La loro ora più bella, volume II: Isolati, trad. Giorgio Monicelli Mondadori, Milano, I ed. 1949
- La Seconda Guerra Mondiale: parte III: La Grande Alleanza, volume I: La Germania punta a Oriente, trad. Arturo Barone, Mondadori, Milano, I ed. 1950
- La Seconda Guerra Mondiale: parte III: La Grande Alleanza, volume II: La guerra investe l'America, trad. Arturo Barone, Mondadori, Milano, I ed. 1950
- La Seconda Guerra Mondiale: parte IV: La svolta fatale, volume I: Il Giappone all'attacco, trad. Arturo Barone, Mondadori, Milano, I ed. 1951
- La Seconda Guerra Mondiale: parte IV: La svolta fatale, volume II: La battaglia d'Africa, trad. Arturo Barone, Mondadori, Milano, I ed. 1951
- La Seconda Guerra Mondiale: parte V: La morsa si stringe, volume I: La campagna d'Italia, Mondadori, Milano, I ed. 1951
- La Seconda Guerra Mondiale: parte V: La morsa si stringe, volume II: Da Teheran a Roma, trad. Arturo Barone, Mondadori, Milano, I ed. 1953
- Seconda Guerra Mondiale: parte VI: Trionfo e Tragedia, volume I: L'Onda della Vittoria, trad. Arturo Barone e Glauco Cambon, Mondadori, Milano, I ed. 1953
- Seconda Guerra Mondiale: parte VI: Trionfo e Tragedia, volume II: La Cortina di Ferro, trad. Arturo Barone e Glauco Cambon, Mondadori, Milano, I ed. 1953
- Storia dei popoli di lingua inglese: Nascita dell'Inghilterra (titolo originale: A History of the English-Speaking People. vol.I - The Birth of Britain), trad. Bruno Maffi, Mondadori, Milano, I ed. 1956 - 1965; Prefazione di Luca Codignola, Collana Saggi, BUR, Milano, ottobre 1999 ISBN 88-17-25851-2
- Storia dei popoli di lingua inglese: Libertà e Stato Sovrano (titolo originale: A History of the English-Speaking People. vol. II - The New World), trad. Bruno Maffi, Mondadori, Milano, I ed. 1957 - 1965; Collana Saggi, BUR, Milano, ottobre 1999 ISBN 88-17-25852-0
- Storia dei popoli di lingua inglese: L'età della Rivoluzione (titolo originale: A History of the English-Speaking People. vol. III - The Age of Revolution), trad. Bruno Maffi, Mondadori, Milano, I ed. 1957 - 1965; Collana Saggi, BUR, Milano, I ed. gennaio 2003 ISBN 88-17-10096-X
- Storia dei popoli di lingua inglese: Le Grandi Democrazie (titolo originale: A History of the English-Speaking People. vol. IV - The Great Democracies), trad. Bruno Oddera, Mondadori, Milano, I ed. 1959 - 1965
- Gli anni della mia giovinezza. La formazione di un grande leader nell'Inghilterra degli anni gloriosi (titolo originale: My early Living - A Roving Commission, I ed. orig. 1930), trad. Ugo Tolomei, Collana i Garzanti n.276, Garzanti, Milano, 1961-1973; col titolo Gli anni dell'avventura. L'India, la guerra anglo-boera, la politica: la formazione di un grande leader, Collana I Grandi Tascabili, Bompiani, 1997 ISBN 978-88-452-3026-4; col titolo Dall'Avana a Durban: Viaggi e avventure di gioventù, CDA & Vivalda, 2005 ISBN 978-88-7480-068-1
- Marlborough. La vita e i tempi del «duca di ferro» (titolo originale: Marlborough: His Life and Times, 4 voll., 1934-1938), biografia dell'antenato John Churchill, duca di Marlborough, trad. Giovanna Paroni, a cura di Henry Steele Commager, Mondadori, Milano, 1973; Prefazione di Emilio Radius, Note bio-bibliografiche di Vincenzo Mantovani, Collana Scrittori del Mondo: i Nobel n.60, 2 voll., UTET, Torino, 1973-1979
- Riconquistare Khartoum (titolo originale: The River War: An Account of the Reconquest of the Sudan), trad. A. Audisio, Piemme, Novara, I ed. 1999 ISBN 978-88-384-4326-8
- La Seconda Guerra Mondiale. Edizione condensata (titolo originale: The Second World War), Edizione italiana a cura di Paolo A. Dossena, Prefazione di Sergio Romano, trad. Arturo Barone, Glauco Cambon, Olga Ceretti Borsini, Giorgio Monicelli, Collana Saggi, 2 voll.: VOL. I: Dal Trattato di Versailles all'Operazione Barbarossa, VOL. II: Da Pearl Harbor alla Cortina di ferro, BUR, Milano, I ed. novembre 2000 ISBN 88-17-86576-1
- Savrola, traduzione di Daniele Tinti, Collana UAO, Gallucci Editore, Roma, 2022, ISBN 9788836248377